# Eppu Normaali
Gli Eppu Normaali sono un gruppo rock finlandese formatosi a Ylöjärvi nel 1976, sono gli artisti ad aver venduto il maggior numero di dischi in Finlandia.

## Storia
La band fu fondata nel 1976 a Ylöjärvi, un sobborgo di Tampere, dai fratelli Martti Syrjä (cantante) e Mikko Syrjä (chitarrista), Juha Torvinen (chitarrista), Mikko Saarela (bassista) e Aku Syrjä (batterista). Il nome della band deriva dalla traduzione in lingua finlandese di un gioco di parole tratto dal film comico Frankenstein Junior di Mel Brooks.
Nel 1977, dopo aver partecipato senza successo ad alcune manifestazioni per gruppi emergenti, iniziarono a inviare demo alle case discografiche ottenendo l'attenzione della Poko Rekords che gli offrì un contratto.
Il primo album, uscito l'anno successivo ed intitolato Aknepop, di chiara impronta punk rock fu fortemente influenzato dalle sonorità di gruppi quali Ramones e Sex Pistols. Nel 1979 pubblicarono Maximum Jee&Jee dal suono meno aggressivo e più vicino alle tendenze new wave del periodo. Dopo l'uscita di questo disco il bassista e principale paroliere del gruppo Mikko Saarela decise di abbandonare la band tuttavia contribuì ugualmente alla stesura dei testi dei due album successivi.
Gli anni 80 rappresentarono un momento di svolta per la band: lo stile del gruppo si fece sempre meno grezzo, le composizioni iniziarono ad includere parti maggiormente melodiche e orecchiabili, questo, unito ad una prolificità creativa che li porterà a pubblicare praticamente un disco ogni anno, contribuì ad aumentare il gradimento del pubblico sino alla progressiva consacrazione avvenuta a metà del decennio. Nel 1980 uscì Akun tehdas che ottenne un ottimo riscontro di pubblico diventando il primo album del gruppo a ricevere il disco d'oro nell'anno stesso della pubblicazione, seguito l'anno successivo da Cocktail Bar che vendette meno del precedente ma continuò il percorso di allontanamento dallo stile punk iniziale verso un rock più melodico. Sulla stessa lunghezza d'onda proseguirono anche le pubblicazioni successive Tie Vie del 1982 e Aku ja Köyhat Pojat dell'anno seguente, la cui traduzione del titolo fa il verso al ben più celebre Willy and the Poor Boys dei Creedence Clearwater Revival.
Il triennio 1984-1986 vide l'esplosione del fenomeno Eppu Normaali con la pubblicazione di tre album considerati la loro vetta artistica: Rupisia riimejä uscì nel 1984 e ottenne un immediato disco d'oro, Kahdeksas ihme del 1985 fu l'album della definitiva consacrazione, in pochi mesi diventò disco d'oro e poi disco di platino, seguito a distanza di un anno da Valkoinen Kupla, anch'esso un grande successo di vendite in grado di centrare l'accoppiata disco d'oro e di platino in breve tempo. Il decennio si chiuse con Imperiumin Vastaisku altro disco di successo in grado di realizzare corpose vendite.
Il 1989 fu caratterizzato da due eventi molto importanti: per prima cosa il bassista Mikko Nevalainen abbandonò la band dopo una militanza decennale, in secondo luogo il gruppo provato dalla continua attività di studio e dalle tournée decise di rallentare la propria attività musicale, di conseguenza per la prima volta non pubblicarono un album durante l'anno rimandando al 1990 l'uscita di Historian Suurmiehiä.
Da questo momento l'attività in studio del gruppo diventò sempre più diradata e furono necessari tre anni per l'uscita di Studio Etana al quale fece seguito ben undici anni dopo Sadan Vuoden Päästäkin (2004). La discografia in studio si concluse con Syvään päähän del 2007 e Mutala del 2011 entrambi pubblicati tramite l'etichetta fondata dalla band stessa.
Dei quindici album di studio pubblicati dalla band tutti hanno raggiunto almeno la certificazione di disco d'oro in Finlandia, dieci hanno ricevuto il disco di platino, tre dei quali hanno ottenuto il doppio platino.
Nel 1996 pubblicarono una raccolta dei loro successi intitolata Repullinen hittejä che ottenne un grandissimo successo di vendite venendo certificato come disco di platino multiplo in un anno. L'album nel corso degli anni ha superato le 250 000 copie vendute diventando il secondo album più venduto di sempre in Finlandia.
Nel 2016, in occasione del loro quarantesimo anniversario, gli Eppu Normaali hanno tenuto un concerto presso lo stadio Ratina di Tampere registrando un'affluenza record di 30 000 spettatori, l'evento è stato ripreso e registrato per poi essere successivamente pubblicato sia in formato disco audio che su dvd/blu-ray.

## Formazione
- Martti Syrjä – voce (1976 - presente)
- Mikko "Pantse" Syrjä – chitarra (1976 - presente)
- Juha Torvinen – chitarra (1976 - presente)
- Aku Syrjä – batteria (1976 - presente)
- Sami Ruusukallio – basso (1989 - presente)

### Ex componenti
- Mikko Saarela – basso (1976 - 1979)
- Mikko "Vaari" Nevalainen – basso (1979 - 1989)

## Discografia

### Album in studio
- 1978 – Aknepop (Poko Rekords)
- 1979 – Maximum Jee&Jee (Poko Rekords)
- 1980 – Akun tehdas (Poko Rekords)
- 1981 – Cocktail Bar - Musiikkia Rantalasta (Poko Rekords)
- 1982 – Tie vie (Poko Rekords)
- 1983 – Aku ja köyhät pojat (Poko Rekords)
- 1984 – Rupisia riimejä karmeita tarinoita (Poko Rekords)
- 1985 – Kahdeksas ihme (Poko Rekords)
- 1986 – Valkoinen kupla (Poko Rekords)
- 1988 – Imperiumin vastaisku (Poko Rekords)
- 1990 – Historian suurmiehiä (Poko Rekords)
- 1993 – Studio Etana (Poko Rekords)
- 2004 – Sadan vuoden päästäkin (Poko Rekords)
- 2007 – Syvään päähän (Akun Tehdastuotanto)
- 2011 – Mutala (Akun Tehdastuotanto)

### Album dal vivo
- 1980 – Elävänä Euroopassa (Poko Rekords)
- 1994 – Onko vielä pitkä matka jonnekin? (Poko Rekords)
- 2016 – Ratina (Akun Tehdastuotanto)

### Raccolte
- 1982 – Pop pop pop (Poko Rekords)
- 1984 – Hatullinen paskaa (Poko Rekords)
- 1987 – Aku, Juha, Martti ja Mikko² - soolot (Poko Rekords)
- 1987 – Poko-klassikkot (Poko Rekords)
- 1989 – Lyömättömät (Poko Rekords)
- 1990 – Hatullinen paskaa/Soolot (Poko Rekords)
- 1991 – Paskahatun paluu (Poko Rekords)
- 1996 – Repullinen hittejä (Poko Rekords)
- 2003 – Reppu 2 - toinen repullinen kuolemattomia Eppu-klassikoita (Poko Rekords)
- 2003 – Singlet 1978–2003 (Poko Rekords)
- 2009 – Jackpot - 101 Eppu-klassikkoa 1978–2009 (Poko Rekords)

## Videografia
- 2005 – Elävänä stadionilla (Poko Rekords) (Dvd, Blu-ray)
- 2005 – Video jää pystyyn (Poko Rekords) (Dvd)
- 2007 – Saimaa-ilmiö (con Juice Leskinen Slam e Hassisen Kone) (Poko Rekords) (Dvd)
- 2009 – Klubiotteella (Akun Tehdastuotanto) (Dvd)
- 2016 – Ratina (Akun Tehdastuotanto) (Dvd, Blu-ray)